# Руставі (футбольний клуб)

Руставі (груз. მეტალურგი) — колишній грузинський футбольний клуб з міста Руставі, заснований 1948 року.

## Попередні назви
- «Металург» (1948—1990)
- «Ґорда» (1990—1992)
- «Металурґі» (1992—1998)
- «Ґорда» (1998—2003)
- «Руставі» (2003—2006)
- «Олімпі» (2006—2011)
- «Металург» (2011—2015)
- «Руставі» (з 2015)

## Досягнення
- Чемпіонат Грузії
  - Чемпіон (2): 2006-07, 2009-10
  - Срібний призер (1): 2011-12
  - Бронзовий призер (4): 1990, 1991-92, 2008-09, 2010-11
- Суперкубок Грузії з футболу
  - Володар (1): 2010

## Емблеми

Попередня емблема клубу

Попередня емблема клубу

## Єврокубки
| Сезон   | Турнір              | Раунд | Країна            | Клуб            | Рахунок  |
| ------- | ------------------- | ----- | ----------------- | --------------- | -------- |
| 2007-08 | Ліга чемпіонів УЄФА | 1К    | Казахстан         | Астана          | 0-0, 0-3 |
| 2009-10 | Ліга Європи УЄФА    | 1К    | Фарерські острови | Б36 Торсгавн    | 2-0, 2-0 |
| 2009-10 | Ліга Європи УЄФА    | 2К    | Польща            | Легія (Варшава) | 0-3, 0-1 |
| 2010-11 | Ліга чемпіонів УЄФА | 2К    | Казахстан         | Актобе          | 0-2, 1-1 |
| 2011-12 | Ліга Європи УЄФА    | 1К    | Вірменія          | Бананц          | 1-0, 1-1 |
| 2011-12 | Ліга Європи УЄФА    | 2К    | Казахстан         | Іртиш           |          |